# Deuk
Deuk est une commune du Cameroun située dans la région du Centre et le département du Mbam-et-Inoubou.

## Population
Lors du recensement de 2005, la commune comptait 11 485 habitants, dont 1 706 pour Deuk proprement dit.

## Organisation
Outre Deuk, la commune comprend les villages suivants :
- Banda
- Beandong
- Bee
- Bissia
- Boko
- Diouma
- Djaga
- Fiang
- Gah
- Gbah
- Goufe
- Kop
- Mbim
- Mouzi
- Mpagne
- Mpouga
- Ndambi
- Ndanekong
- Nkang
- Nkoubou
- Nyamzom
- Tsongo
- Zakan
- Zock

## Santé
Le Centre Médical d'Arrondissement est la principale structure sanitaire entouré de quelques centres de santé intégrés(Boko et Gbah)